# جو کاب (بازیکن فوتبال)
جو کاب (انگلیسی: Joe Cobb؛ زادهٔ ۱۳ اکتبر ۱۹۹۰) بازیکن فوتبال اهل بریتانیا است.
از باشگاه‌هایی که در آن بازی کرده‌است می‌توان به باشگاه فوتبال شپشد دینامو، باشگاه فوتبال اودبای تاون، باشگاه فوتبال وایکام واندررز، و باشگاه فوتبال لستر سیتی اشاره کرد.